# Dusharra

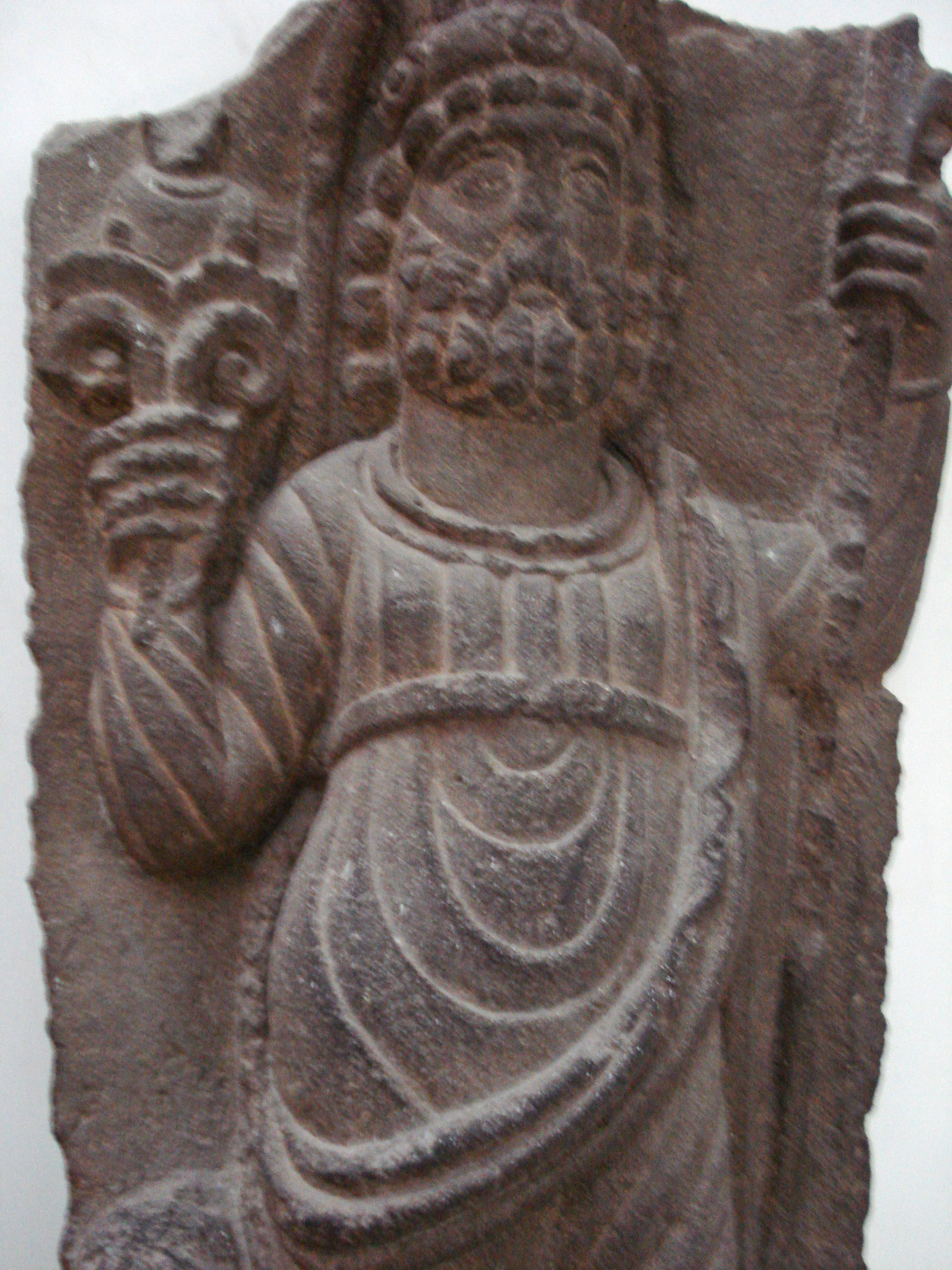
Afbeelding van Dusharra uit het zuiden van Syrië.

Dusharra, ook geschreven als Dusares, is een godheid uit de periode van vóór de Islam, die aanbeden werd door de Nabateeërs in de omgeving van Petra en Madain Saleh, van welke stad hij de beschermheer was. Deze godheid werd door hen afgebeeld middels steles. In Petra was het een zwarte steen met een afmeting van 1,20 x 0,60 meter. Ook bij andere woestijnvolken in Arabië en bij West-Semitische volken als de Feniciërs en de Kanaänieten worden goden vaak weergegeven met rechthoekige steenblokken met soms eenvoudige decoraties voor de gezichtsdelen. Mogelijk maakte hij deel uit van een drie-eenheid. Daarbij was Dusharra de god van de dag, Al-Qaum de god van de nacht en Al-Uzza, ook genoemd Allat, de godin van de sterren.

## Etymologie
Dusharra is bekend uit epigrafische Nabatese bronnen, die de naam spellen als dwsrʾ, in een alfabet dat alleen de medeklinkers schrijft. In klassieke Griekse bronnen komt hij voor als Δουσάρης (Dousáres) en in het Latijn als Dusares. Over de originele betekenis van de naam is geen overeenstemming; de vroege moslim-historicus Ibn al-Kalbi (737-819) verklaarde de naam in zijn "Boek der Afgoden" als Dhū l-Šarā (ذو الشرى), wat waarschijnlijk betekent "Degene uit Shara". Shara is een bergrug ten zuidoosten van de Dode Zee. Als deze interpretatie juist is, is Dushara eerder een titel dan een eigennaam. De exacte schrijfwijze en de uitleg ervan worden echter betwist.

## Verering
In de tijd van de oude Grieken werd hij geassocieerd met Zeus omdat hij de oppergod was van het Nabatese pantheon, en ook met Dionysus.
Een schrijn voor Dushara is ontdekt in de haven van Puteoli, het huidige Pozzuoli in Italië. Deze stad was belangrijk voor de handel met het Nabije Oosten, 
en is bekend met Nabatese aanwezigheid in het midden van de 1e eeuw v.Chr. De cultus zette zich nog enige tijd voort in de Romeinse periode en mogelijk tot tijdens de opkomst van de Islam. Zijn afbeelding is gevonden op munten uit de 2e en 3e eeuw na Chr.
De godheid wordt in de 9e eeuw genoemd door moslim-historicus Hisham Ibn Al-Kalbi, die in Kitab al-Asnām (Boek der Afgoden) schrijft over een afgod met de naam "Dū Sharā."